# Nemophas forbesi
Nemophas forbesi es una especie de escarabajo longicornio del género Nemophas, subfamilia Lamiinae. Fue descrita científicamente por Waterhouse en 1884.
Se distribuye por Indonesia. Posee una longitud corporal de 23-45 milímetros. El período de vuelo de esta especie ocurre en los meses de febrero, mayo, junio y julio.